# توم فلمنج (فنان قصص مصورة)
توم فلمنج (بالإنجليزية: Tom Fleming)‏ هو فنان قصص مصورة أمريكي، ولد في 11 يونيو 1966 في ماونت كيسكو في الولايات المتحدة.

## وصلات خارجية
- توم فلمنج على موقع IMDb (الإنجليزية)